# John F. Miller
John F. Miller (South Bend, 1831. november 21. – Washington, 1886. március 8.) az Amerikai Egyesült Államok szenátora (Kalifornia, 1881–1886).